# Praha, město věží (seriál)
Praha, město věží je dokumentární cyklus České televize, který přibližoval věže a věžičky v Praze. Scenáristou a režisérem byl Bedřich Ludvík, průvodcem Viktor Preiss.

## Jednotlivé díly
| Pořadí | Název dílu                                     | Lokality |
| ------ | ---------------------------------------------- | --- |
| 1      | Od celku k detailu                             | Chrám sv. Víta, Bazilika sv. Jiří, Bílá věž, Černá věž, Matyášův altán |
| 2      | Z čeho jsou věže                               | Kostel sv. Michala, Husův sbor na Vinohradech, Kostel sv. Petra a Pavla, Průmyslový palác |
| 3      | Věže opevnění                                  | Malostranská mostecká věž, Prašná brána, Bašta sv. Jakuba, Kostel sv. Martina ve zdi, hradební bašty v Bartolomějské ulici                                                                          |
| 4      | Věže od hradu po Strahov                       | Loreta, Kostel Nanebevzetí Panny Marie, Dům U osla v kolébce, Strahovský tunel, Věž OIRT |
| 5      | Malostranské věže                              | Kostel sv. Mikuláše, Kostel Panny Marie Vítězné, Hergetova cihelna, Věž České geologické služby, Strakova akademie, soukromá věž Zdeňka Podskalského, České muzeum hudby                            |
| 6      | Od Letné po Stromovku                          | Hanavský pavilon, Letenský zámeček, Štvanická elektrárna, Letenská vodárna, Kostel sv. Antonína, Místodržitelský letohrádek                                                                         |
| 7      | Staroměstská mostecká věž a okolí věže         | Staroměstská mostecká věž, Staroměstská vodárna, Bellevue, Klementinum, Židovská radnice, Kostel sv. Jiljí                                                                                          |
| 8      | Věže Staroměstského náměstí a okolí            | Staroměstská radnice, Týnský chrám, Kostel sv. Mikuláše, Dům U červené lišky, Kostel sv. Jakuba |
| 9      | Věže Václavského náměstí                       | Národní muzeum, Palác Lucerna, Palác České banky, Wiehlův dům, Palác Koruna, Palác Euro |
| 10     | Věže Jungmannova náměstí a okolí               | Kostel Panny Marie Sněžné, Obchodní dům Perla, Pragoexport, Konvikt, Klášter sv. Voršily |
| 11     | Věže mezi Petrským náměstím a Hlavním nádražím | Kostel sv. Petra, Obchodní dům Bílá Labuť, Cukerný palác, Jindřišská věž, Fantova budova hlavního nádraží                                                                                           |
| 12     | Věže Karlova náměstí a okolí                   | Novoměstská radnice, kostel sv. Ignáce z Loyoly, kaple Božího Těla, Charles center, Kostel sv. Jana Nepomuckého na Skalce                                                                           |
| 13     | Věže okolí náměstí Míru                        | Divadlo na Vinohradech, Kostel sv. Ludmily, Arcibiskupské gymnázium, Hasičský dům, Kostel sv. Kateřiny, depozitář Národního divadla                                                                 |
| 14     | Vodárenské věže                                | Barrandovské ateliéry, Thomayerova nemocnice, Vyrovnávací věž architekta Hubáčka, Vinohradská vodárna, Libeňská vodárna, Novomlýnská vodárna, Šítkovská vodárna, Malostranská-Petržilkovská vodárna |
| 15     | Zbylé věže                                     | Crowne Plaza, Hotel Paříž, Kostel sv. Štěpána, Kostel Nejsvětějšího srdce Páně |
| 16     | Naše věže                                      | Kostel Nanebevzetí Panny Marie v Emauzích, Radnice Prahy 13, Bytový komplex Hvězda, Česká televize                                                                                                  |